# 津巴布韦副总统
津巴布韦副总统是津巴布韦第二号领导人，目前有两名副总统，他们由津巴布韦总统任命。副总统在津巴布韦宪法中被定为“第一”和“第二”分别两位，这一称号反映了他们在总统继任秩序中的地位。
在执政党津巴布韦非洲民族联盟－爱国阵线的裁决下，按照继承顺序排在第一位的副总统职位历来被保留给党的元老和主要军事领导人。根据津巴布韦宪法，总统在任期内因故不能履行职务期间，将由第一副总统代行总统职权。

## 历届副总统列表

### 第一副总统
| 任次 | 肖像 | 姓名 （生卒）                | 上任           | 离任          | 政治党派 | 总统                         |
| ---- | ---- | ---------------------------- | -------------- | ------------- | -------- | ---------------------------- |
| 1    |      | 西蒙·马达 （1922－2003）     | 1987年12月31日 | 2003年9月20日 | ZANU-PF  | 罗伯特·穆加贝 （1987－2017） |
| 2    |      | 乔斯·马胡鲁 （1955－）       | 2004年12月6日  | 2014年12月8日 | ZANU-PF  | 罗伯特·穆加贝 （1987－2017） |
| 3    |      | 埃默森·姆南加古瓦 （1946－） | 2014年12月12日 | 2017年11月6日 | ZANU-PF  | 罗伯特·穆加贝 （1987－2017） |
| 4    |      | 康斯坦蒂诺·奇文加 （1956－） | 2017年12月28日 | 现任          | ZANU-PF  | 埃默森·姆南加古瓦 （2017－） |

### 第二副总统
| 任次 | 肖像     | 姓名 （生卒）                | 上任           | 离任           | 政治党派                       | 总统                         |
| ---- | -------- | ---------------------------- | -------------- | -------------- | ------------------------------ | ---------------------------- |
| 1    |          | 约舒亚·恩科莫 （1917－1999） | 1987年12月31日 | 1999年7月1日   | ZANU-PF                        | 罗伯特·穆加贝 （1987－2017） |
| 2    |          | 约瑟夫·姆西卡 （1923－2009） | 1999年12月23日 | 2009年8月4日   | ZANU-PF                        | 罗伯特·穆加贝 （1987－2017） |
| 3    |          | 约翰·恩科莫 （1934－2013）   | 2009年12月14日 | 2013年1月17日  | ZANU-PF                        | 罗伯特·穆加贝 （1987－2017） |
| 4    |          | 皮莱凯泽拉·穆波科 （1940－） | 2014年12月12日 | 2017年11月27日 | ZANU-PF                        | 罗伯特·穆加贝 （1987－2017） |
| 4    | 独立人士 | 皮莱凯泽拉·穆波科 （1940－） | 2014年12月12日 | 2017年11月27日 | 埃默森·姆南加古瓦 （2017年－） |                              |
| 5    |          | 肯博·莫哈迪 （1949－）       | 2017年12月28日 | 2021年3月1日   | 埃默森·姆南加古瓦 （2017年－） | ZANU-PF                      |
| 6    |          | 肯博·莫哈迪 （1949－）       | 2023年9月9日   | 现任           | 埃默森·姆南加古瓦 （2017年－） | ZANU-PF                      |